# Сам Олтман
Самюъл Харис Олтман (на английски: Samuel Harris Altman) е американски предприемач, инвеститор и изпълнителен директор на OpenAI от 2019 г. Счита се за една от водещите фигури на бума на изкуствения интелект.

## Биография
Олтман е роден на 22 април в Чикаго, Илинойс, в еврейско семейство, а израства в Сейнт Луис, Мисури. Майка му е дерматоложка, а баща му е брокер на недвижими имоти. Най-голямото от четири деца, Олтман получава първия си компютър на 8-годишна възраст - Macintosh. Учи в частно училище в родния си град. През 2005 г., след 2 години в Станфордския университет, прекъсва висшето си образование без диплома от там. Същата година съосновава Loopt - социална мрежа, базираща се на споделянето на местоположение. Като изпълнителен директор, Олтман успява да събере над 30 млн. долара рисков капитал за компанията, но Loopt така и не успява да привлече достатъчно потребители и през март 2012 г. е придобита от Green Dot Corporation за 43,4 млн. долара.
През 2011 г. Олтман започва работа за Y Combinator - стартъп ускорител, който инвестира в широк набор от прохождащи компании. През февруари 2014 г. е избран за президент на компанията. През 2019 г. Олтман съосновава Tools For Humanity - компания, която разработва и разпространява системи за сканиране на човешки очи с цел автентикация. Хората, съгласили се да им се сканират очите, биват компенсирани с криптовалута наречена Worldcoin.

### OpenAI
OpenAI е основана от Сам Олтман, Илон Мъск, Грег Брокман, Джесика Ливингстън, Питър Тил, Microsoft, Amazon Web Services, Infosys и YC Research. Към момента на основаването си през 2015 г. тя вече е събрала 1 млрд. долара. През март 2019 г. Олтман напуска Y Combinator за да отдаде цялото си внимание на OpenAI като неин изпълнителен директор. След успеха на ChatGPT, Олтман прави световно турне през май 2023 г., посещавайки 22 държави и срещайки се с различни държавни глави и дипломати.
На 17 ноември 2023. борда на OpenAI обявява, че са взели решение да отстранят Сам Олтман и Грег Брокман от ръководството на компанията, уточнявайки че Олтман не е достатъчно откровен в комуникацията си. На 20 ноември изпълнителният директор на Microsoft Сатя Надела заявява, че Олтман ще се присъедини към компанията му за да ръководи нов екип за разработка на изкуствен интелект. Два дни по-късно служители на OpenAI публикуват отворено писмо до борда, заплашвайки да напуснат и да се присъединят към Microsoft, където вече им е обещана работа, освен ако Олтман не бъде върнат като изпълнителен директор на компанията. Писмото е подписано от 700 от общо 770 служители. Късно вечерта на 20 ноември от OpenAI съобщават, че ще възстановят Олтман на поста изпълнителен директор и Брокман на поста президент.
През 2023 г. Олтман е посочен за един от 100-те най-влиятелни хора в света и изпълнителен директор на годината от списание Time. Канен е да участва на Билдърбъргските конференции през 2016, 2022 и 2023 г.
В края на февруари 2024 г. Илон Мъск предявява съдебен иск към OpenAI и Олтман, твърдейки че те са нарушили основното правило на компанията, приоритизирайки печалбите пред ползите за човечеството. В отговор, ръководството на OpenAI заявява, че стартъпът е бил получил само 45 млн. долара от Мъск вместо обещаните от него 1 млрд. долара и че той е бил предложил да слее компанията с Tesla.

## Личен живот
Олтман е вегетарианец от дете. На 17-годишна възраст разкрива, че е гей.
През януари 2024 г. Олтман се омъжва за инженера Оливър Мълхерин. Двойката живее в Рашън Хил, Сан Франциско.
Олтман е сървайвълист, споделяйки, че е получил оръжия, злато, калиев йодид, антибиотици, батерии, вода и противогази от Израелските отбранителни сили. През май 2020 г. дарява 250 хил. долара на политически комитет, подкрепящ кандидата за президент Джо Байдън. Подкрепя безусловния базов доход.